# Holstein (metrostation)
Holstein is een metrostation in de Noorse hoofdstad Oslo. Het station werd geopend in 1941, ligt aan het metrolijntraject van de Sognsvannsbanen en wordt bediend door lijn 5 van de metro van Oslo.
Het station ligt in de woonwijk Nordberg. Het is gelegen in het stadsdeel Nordre Aker in het noorden van Oslo.